# NGC 1579
NGC 1579 је рефлексиона маглина у сазвежђу Персеј која се налази на NGC листи објеката дубоког неба.
Деклинација објекта је + 35° 16' 47" а ректасцензија 4h 30m 14,2s. Привидна величина (магнитуда) објекта NGC 1579 износи 13,0. NGC 1579 је још познат и под ознакама LBN 766, Sh2-222.